# Jakob Böser

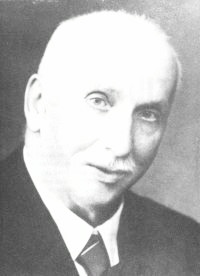
Porträt Jakob Böser

Jakob Böser (* 1. Oktober 1875 in Heidelberg; † 21. August 1951 in Steinen) war ein deutscher Heimatforscher und Lehrer.

## Leben
Böser wuchs in seinem Geburtsort Heidelberg auf und besuchte von 1881 bis 1885 die dortige Volksschule. In den Jahren 1885 bis 1892 besuchte er das Gymnasium in Heidelberg, Konstanz und Tauberbischofsheim. Nach Abschluss der Schulausbildung schlug er die Lehrerlaufbahn ein und absolvierte 1892 bis 1894 das Lehrerseminar in Ettlingen. Seine Lehrertätigkeit begann er 1894 als außerplanmäßiger Lehrer in Freiburg-Lehen. Im weiteren Verlauf lehrte er in Berghaupten, Fützen und Aha. Dort wurde er 1901 als planmäßiger Hauptlehrer angestellt, aber 1904 nach Waldmühlbach versetzt.
1907 kam er als Hauptlehrer nach Birndorf, 1912 nach Bamlach Vom Oktober 1914 bis Oktober 1916 war Böser im Ersten Weltkrieg. Von 1916 an wieder in Bamlach kam er 1920 nach Höllstein. Von 1929 bis 1938 war Böser Rektor der Gerbersruhschule Wiesloch.
Böser war Anhänger einer Heimat- und Arbeitsschule wie sie von Max Enderlin vertreten wurde, wobei Böser sich von „an Spielerei grenzenden Übertreibungen“ dieser Idee abgrenzte. Er war auch aktiv im Badischen Lehrerverein, wo er versuchte seine Idee der Heimatschule im Lehrplan zu verankern. Er propagierte auch die Gründung eines heimatkundlichen Instituts. Als Liberaler war Böser in der Zeit des Nationalsozialismus Anfeindungen ausgesetzt.
Nach seiner Pensionierung 1941 kehrte er wieder ins badische Oberland zurück, wo er 1951 in Steinen verstarb.

## Der Heimatforscher
Nach der Vorstellung von Böser sollte Heimatkunde nicht nur ein Unterrichtsfach, sondern ein Unterrichtsprinzip sein. Entsprechend bemühte er sich selbst um ein tieferes Verständnis der Geschichte seiner Dienstorte. So befasste er sich in Birndorf mit der Geschichte der Salpeterer auf dem Hotzenwald und in Bamlach mit der Herrschaft Bamlach und Rheinweiler. In Höllstein befasste er sich mit der Industrialisierung eines Dorfes.
Eine grundlegende Vorarbeit für die Heimatforscher im Markgräflerland leistete er mit seiner Bibliografie zum Heimatschrifttum des Markgräflerlandes und angrenzender Gebiete, deren Hauptband 1921 erschien. Ein Nachtragsband zur Literatur bis 1932 erschien im Jahre 1933. Am zweiten Nachtragsband für die Literatur der Jahre 1932–1940 hat Böser noch mitgearbeitet.
Böser gehörte 1929 zu den Gründungsmitgliedern der Arbeitsgemeinschaft zur Pflege der Heimatgeschichte des Markgräflerlandes und wurde 1950 deren erstes Ehrenmitglied.

## Werke
- Das Hauensteinerland und die Salpeterer. Spachholz & Erath, Bonndorf (Schwarzwald), 1913
- Das ehemalige Reichslehen Bamlach und Rheinweiler und die Freiherren von Rotberg. In: Blätter aus der Markgrafschaft 1917, S. 82–91 Digitalisat der UB Freiburg
- Heimatschrifttum des Markgräflerlandes und angrenzender Gebiete. Heimatkundliches Quellenbuch der Amtsbezirke Staufen, Müllheim, Lörrach, Schopfheim, Schönau und Säckingen. Spachholz & Erath, Bonndorf (Schwarzwald), 1921
- Heimatschrifttum des Markgräflerlandes und angrenzender Gebiete. Heimatkundliches Quellenbuch der Amtsbezirke Staufen, Müllheim, Lörrach, Schopfheim, Schönau und Säckingen. Nachtrag 1: Jahre 1920–1932. Spachholz & Erath, Bonndorf (Schwarzwald), 1933
- Wie aus einem kleinen Bauerndörflein die heute blühende Industriegemeinde Höllstein geworden ist. In: Das Markgräflerland, Heft 1/1951, S. 17–18 Digitalisat der UB Freiburg
- Ein Lehrerleben und Lehrerstreben. Rückschau auf meine Lebensarbeit. In: Das Markgräflerland, Heft 2/1963, S. 14–24 (mit einem von Böser selbst erstellten Werkverzeichnis) Digitalisat der UB Freiburg

Weitere Veröffentlichungen erfolgten in lokalen Zeitungen wie dem Alb-Boten und den Markgräfler Nachrichten.